# 正木良明
正木 良明（まさき よしあき、1925年〈大正14年〉3月16日 - 1997年〈平成9年〉6月6日）は、日本の政治家、作詞家。
大阪府議会議員（1期）、衆議院議員（8期）、公明党中央執行委員、公明党政策審議会長などを歴任した。
公明党の草創期を支えた一人とされる。創価学会元理事長の正木正明とは血縁関係にない。

## 人物
1925年（大正14年）3月16日、大阪府堺市に生まれる。
1945年（昭和20年）、堺市立工業学校（のちの堺市立堺高等学校）を卒業後、堺市役所に勤務する。
1963年（昭和38年）4月、第5回統一地方選挙における大阪府議会議員選挙に堺市選挙区から公明政治連盟公認で立候補し、当選を果たす。同年、創価学会理事にも就任した。
1964年（昭和39年）、公明党の結党に参加する。1966年（昭和41年）には公明党副書記長に就任した。
1967年（昭和42年）2月、第31回衆議院議員総選挙に公明党公認で大阪府第5区から立候補し、衆議院議員として初当選する。以降、大阪府第5区で当選を重ね、衆議院議員として連続8期を務めることとなる。
1969年（昭和44年）、公明党政策審議会長の鈴木一弘の退任に伴い、以後17年に渡って政策審議会長を務める。
1970年（昭和45年）、公明党委員長の竹入義勝を団長とする中華人民共和国訪問団に参加する。
1975年（昭和50年）、公明党と日本社会党委員長成田知巳との初の政権協議に携わり、選挙協力の取り付けに関与する。その一方で、1979年11月に民社党政策審議会長大内啓伍と公民連合政権構想に合意し、翌1980年1月には日本社会党政策審議会長の武藤山治との社公連合政権構想を合意に至らせ、日本共産党排除・社公民共闘を成立させた。
1986年12月（昭和61年）、衆参同日選後におこなわれた党大会での竹入の公明党委員長退任に伴い、政策審議会長の職を退く。後任には政策審議副会長だった坂口力が昇格した。
1990年（平成2年）、政界を引退し、大阪府第5区の地盤を北側一雄に譲った。
1997年（平成9年）6月6日、死去。享年72。なお、大阪府内で執り行われた葬儀において自由民主党の元内閣総理大臣竹下登がのちの公明党代表神崎武法に声をかけたことから、自公連立政権の端緒が開かれたとされる。

## 作詞活動
- 政治活動の傍ら、吉秋雅規（正木良明の姓と名を逆にして当て字したもの）のペンネームで作詞家としても活動していた。

主な作詞作品
- 川島なお美「ハネムーン」「こんなに幸せでいいのかしら」
- 島倉千代子「恋みれん」
- 千昌夫「呂宋助左の歌」
- 西崎みどり「美緒の歌」
- 村田英雄「男の花吹雪」 - 1987年（昭和62年）の第38回NHK紅白歌合戦で歌唱。
- 東京放送児童合唱団「なかよし海さん」 - NHK『みんなのうた』1980年8月 - 9月放送。